# Cheiloporinidae
Cheiloporinidae zijn een familie van mosdiertjes uit de orde Cheilostomatida en de klasse van de Gymnolaemata.

## Geslachten
De volgende geslachten zijn bij de familie ingedeeld:
- Cheilopora Levinsen, 1909
- Cheiloporina Canu & Bassler, 1923
- Cyttaridium Harmer, 1957
- Hagiosynodos Bishop & Hayward, 1989
- Retelepralia Gordon & Arnold, 1998